# Église Saint-Jean-Baptiste de La Neuvillette
Pour les articles homonymes, voir église Saint-Jean-Baptiste.
L’église Saint-Jean-Baptiste de La Neuvillette est une église paroissiale de Reims située 1 rue Jules Corpelet dans le Quartier La Neuvillette - Trois-Fontaines à Reims. Dans le style Régionalisme champenois, elle est bâtie avec de la pierre meulière. 

## Historique
La commune de La Neuvillette est complètement détruite, y compris son église, pendant la guerre 14-18.
La ligne des tranchées traverse la commune et a été régulièrement bombardée.
Les plans sont de l’architecte Jean de La Morinerie. La nouvelle église est reconstruite, à partir de 1930 avec les dommages de guerre, sur l’emplacement d’une mairie-école du XIXe siècle, elle aussi détruite pendant la Première Guerre mondiale.
Elle est inaugurée en 1949.

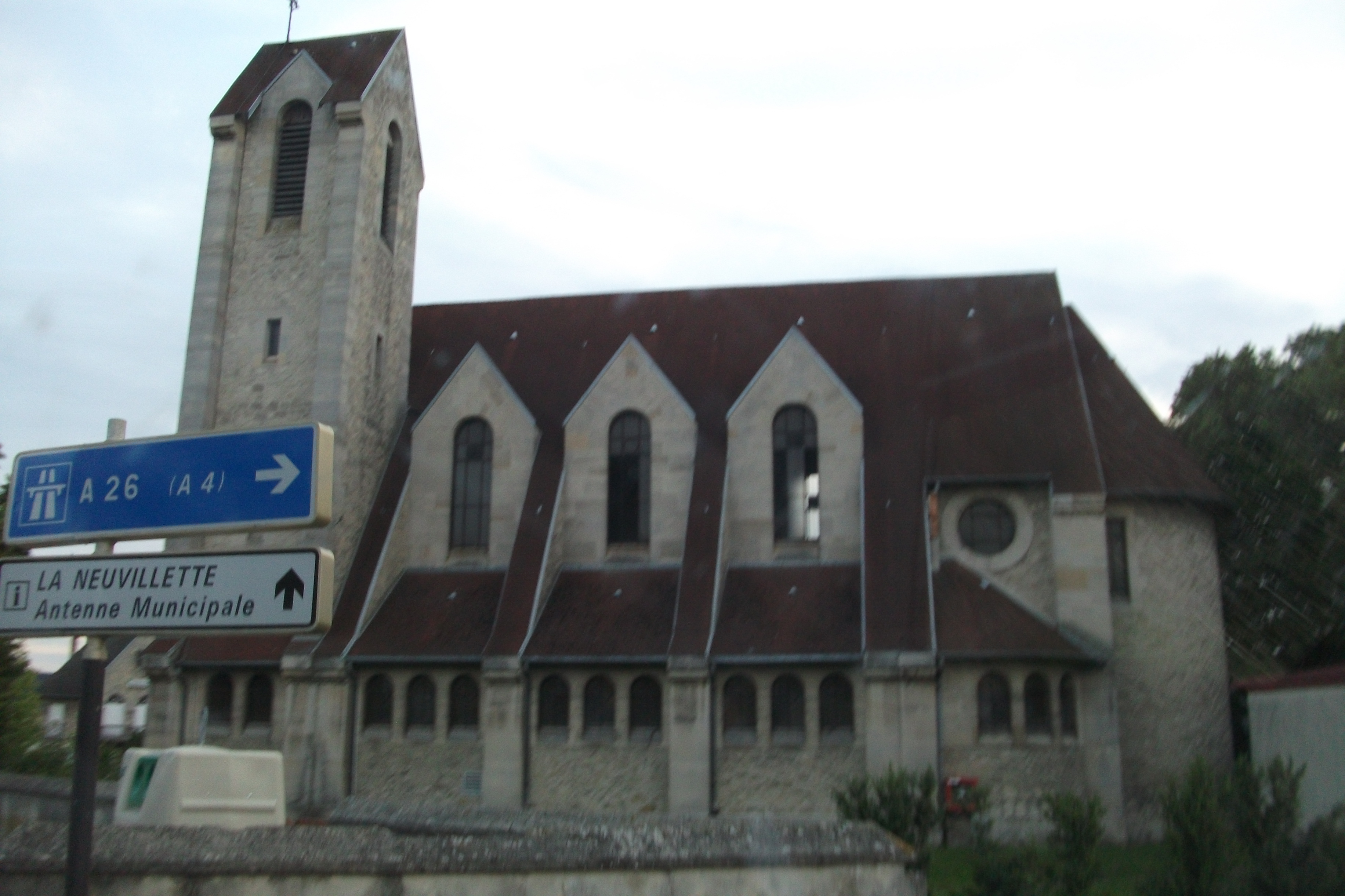
Église la Neuvillette.

## Caractéristiques

### Extérieur
L’église Saint-Jean-Baptiste de La Neuvillette est construite en pierre meulière.
La toiture couvrant la nef à la particularité de descendre très bas afin d’accentuer l’aspect massif de l’église.

### Intérieur

#### La nef
La nef, est couverte d’une charpente dont les fermes sont visibles.
Les vitraux (ou verrières figurées) sont des ateliers « De Troeyer ».

### Dimensions
L’église Saint-Jean-Baptiste de La Neuvillette mesure environ 30 mètres de long sur 15 de large.